# Berliner FC Viktoria 1889
Berliner FC Viktoria 1889 (ook wel Viktoria 89 Berlin) was een Duitse voetbalclub uit Berlijn, opgericht in 1889. Op het einde van de 19de eeuw werden rugby, voetbal en cricket populair in vele landen. Viktoria is de oudste club van Duitsland die zowel voetbal als cricket speelt.

## Geschiedenis
De club was erg succesvol in zijn beginjaren en werd 5 maal op rij kampioen van Berlijn (1893-1897). Ook op nationaal niveau kon de club meedraaien, in die tijd was er geen competitie zoals nu in Duitsland maar regionale competities waarvan de kampioenen een eindronde speelde. Viktoria kon zich 3 keer op rij voor de finale kwalificeren (van 1907-1909) en won de Duitse titel in 1908. De derde Duitste landstitel werd in 1911 binnen gehaald.
De club bleef in de hoogste klasse tot 1963 en zakte dan langzaam weg naar de lagere reeksen. De laatste jaren is de club aan een comeback bezig. 

### Beginjaren

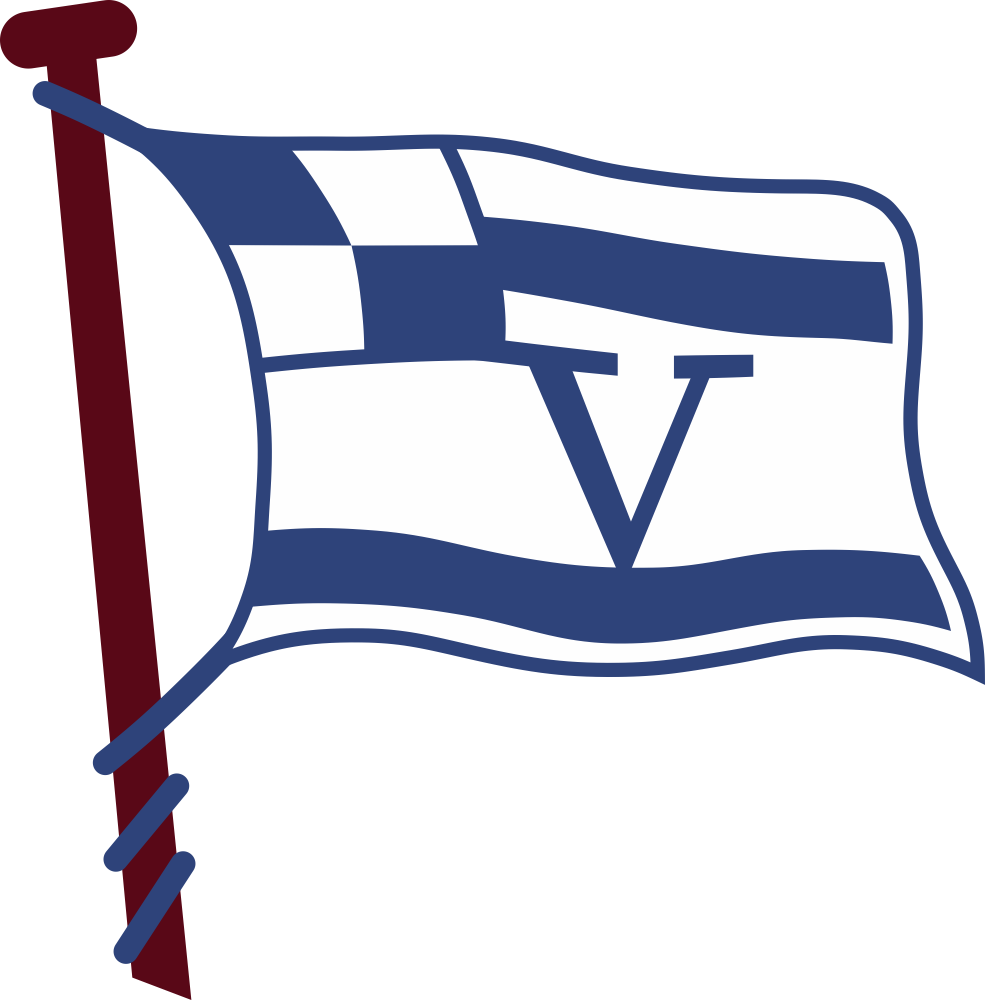
Logo BTuFC Viktoria 89

De club werd op 6 juni 1889 opgericht als Berliner Thorball- und Fußball-Club Viktoria von 1889 (BTuFC Viktoria 89). Viktoria was de vierde club die in de Duitse hoofdstad opgericht werd. Door reizen naar Praag, Wenen en zelfs Engeland leerden de spelers de knepen van het vak waardoor Viktoria al snel een grote club zou worden. De club was medeoprichter van de Duitse voetbal- en cricketbond (DFuCB), die reeds in 1891 begon met een competitie. Stadsrivaal The English FC 1890 werd de eerste kampioen met vier punten voorsprong op Viktoria. De volgende vier seizoenen werd Viktoria echter kampioen, drie keer werd BFC Germania 1888 vicekampioen en één keer BFC Vorwärts 1890.
In 1894 werd de club ook landskampioen.. De DFuCB organiseerde een finale tegen 1. Hanauer FC 1893 uit het zuiden van Duitsland. Omdat Hanau toen de reis van 400 kilometer naar Berlijn niet kon betalen werd Viktoria als winnaar uitgeroepen. Ondanks dat het om een kampioenschap van de DFuCB ging erkende de Duitse voetbalbond (die pas in 1900 opgericht werd), later wel het kampioenschap. In 2007 werd de finale opnieuw gespeeld, inclusief de lederen bal van toen. Hanau werd in de finale verslagen met een 3:0 nederlaag en een 1:1 gelijk spel. In 1894 versloeg de club ook Dresden English Football Club, die toen gold als onverslaanbaar met 2:0.
In 1897 werd de Verband Deutscher Ballspielvereine opgericht, de latere Berlijnse voetbalbond, en Viktoria trok zich samen met andere clubs terug uit de competitie van de DFuCB om zich bij de nieuwe bond aan te sluiten. Toch speelde de club pas vanaf het twee seizoen in de hoogste klasse en werd samen met BFC Preußen 1894 eerste. Er kwamen testwedstrijden om de titel waarin Preußen aan het langste eind trok. Ook het volgende seizoen moest de club Preußen voor laten gaan, al had deze club nu een comfortabele voorsprong van zeven punten op Viktoria. Na nog een tweede plaats achter Preußen werd de competitie in 1901/02 verdeeld over twee groepen. Viktoria werd groepswinnaar en bekampte andere groepswinnaar BTuFC Britannia 92. Na een 2:5 overwinning verloor de club de terugwedstrijd met 2:1, omdat het aantal goals nog niet telde toen kwam er een derde wedstrijd die Viktoria met 1:5 won. De competitie werd opnieuw in één reeks gespeeld en de volgende twee jaar moest de club zijn meerdere erkennen in Britannia. In 1905 kreeg de club een nieuw stadion, de Viktoria-Platz.
Na nog twee seizoenen in de subtop werd Viktoria opnieuw kampioen in 1906/07. Sinds enkele jaren werd er ook een eindronde om de landstitel gespeeld, echter moest de club nog eerst voorbij de kampioen van de Markse voetbalbond, BTuFC Alemannia 1890. Viktoria won met 5:0 en plaatste zich voor de eindronde. Na een 2:1 overwinning op SC Schlesien Breslau en een 1:4 tegen FC Victoria Hamburg plaatste de club zich voor de finale, die met 3:1 verloren werd van Freiburger FC.
De club verlengde de Berlijnse titel en speelde opnieuw de eindronde. VfB Königsberg werd thuis met 0:7 van de kaart geveegd en ook in de kwartfinale liet Viktoria geen spaander heel van FC Wacker Leipzig (0:4). In de tweede finale op rij stond de club tegenover Stuttgarter Kickers en won met 3:1 de landstitel. Sterspelers van de eindronde waren Otto Dumke, Willi Worpitzky en Helmut Röpnack. 
Met 15 overwinningen van de zestien wedstrijden werd Viktoria opnieuw autoritair kampioen in Berlijn. De club was dan ook torenhoog favoriet in de eindronde. In Königsberg kreeg VfB opnieuw een pak slaag, deze keer werd het 1:12 en in de halve finale werd Altonaer FC 1893 met 7:0 opzij gezet. De finale werd gespeeld tegen Karlsruher FC Phönix, dat ook al met hoge cijfers zijn tegenstanders opzij gezet had. Phönix won met 4:2 en werd kampioen.
Nadat rivaal Preußen de titel wegkaapte in Berlijn bleef Viktoria een jaartje weg van de eindronde, maar in 1910/11 werden ze opnieuw kampioen. In de eindronde moest de club starten tegen SC Lituania Tilsit, maar vanwege de hoge reiskosten trok deze club zich terug. In de halve finale werd FC Holstein Kiel met 0:4 opzij gezet en zo plaatste Viktoria zich voor zijn vierde finale in vijf jaar. Tegenstander was VfB Leipzig, de eerste landskampioen (in die tijd was de titel van Viktoria van 1894 nog niet officieel) en ook de enige club die al twee keer de titel won. Viktoria won met 3:1 en hees zich zo met twee titels langs VfB.

### Brandenburgse voetbalbond

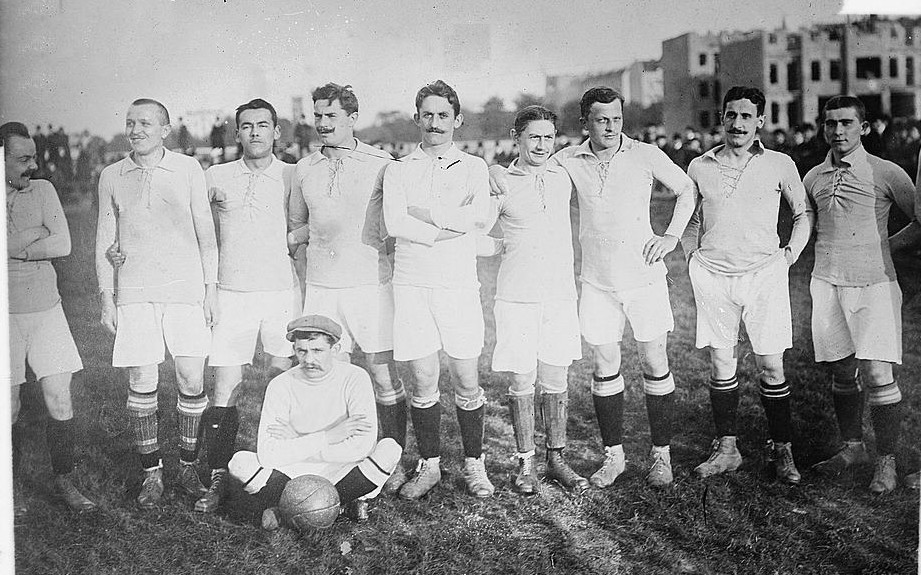
Team BFC Viktoria omstreeks 1912

Omdat er twee Berlijnse clubs naar de eindronde mochten fuseerde de Berlijnse bond onder druk van de regering met de Markse voetbalbond en ook nog een kleinere bond tot de nieuwe Brandenburgse voetbalbond. Alle grote Berlijnse clubs werden nu verenigd. In het eerste seizoen waren er twee reeksen en Viktoria werd groepswinnaar, echter werd de algemene finale verloren van eeuwige rivaal BFC Preußen. Als titelverdediger mocht de club wel nog naar de eindronde. Na een 0:7 op BuEV Danzig werd de club in de halve finale gewipt door Holstein Kiel met 1:2.
Het volgende seizoen was er terug één reeks en terwijl BFC Preußen zich van de degradatie kon redden werd Viktoria andermaal kampioen. In de eindronde werd SV Prussia-Samland Königsberg met 6:1 verslagen. In de halve finale nam VfB Leipzig echter weerwraak voor de verloren finale van twee jaar terug en won met 3:1. Hierna speelde de club enkele jaren in de middenmoot tot een nieuwe titel volgde in 1915/16, door de Eerste Wereldoorlog was er echter geen verdere eindronde meer. Drie jaar later volgde een nieuwe titel. Het volgende seizoen werd de club zesde op twaalf clubs en degradeerde om een onbekende reden.
Na één seizoen promoveerde Viktoria weer en werd meteen derde in groep B. Het seizoen erop kwamen ze slechts één puntje tekort op BFC Vorwärts 1890 om de groepswinst binnen te halen. In 1923/24 volgde echter een nieuwe degradatie. Ditmaal duurde het twee seizoenen vooraleer Viktoria zich weer bij de elite kon voegen. Na drie derde plaatsen op rij werd de club in 1929/30 tweede achter Tennis Borussia Berlin. Het volgende seizoen eindigde de club samen met Hertha eerste, maar verloor dan de wedstrijd om de groepswinst. Na nog een vicetitel achter Tennis Borussia werd de club eindelijk nog eens groepswinnaar in 1932/33. In een finalegroep werd de club samen met Berliner SV 92 tweede achter Hertha en speelde nog een barrage tegen BSV 92 voor een ticket voor de nationale eindronde. Na een gelijkspel won Viktoria de terugwedstrijd en kwalificeerde zich zo. De club werd meteen uitgeschakeld door FC Schalke 04.

### Gauliga
In 1933 kwam de NSDAP aan de macht in Duitsland. De regionale voetbalbonden werden afgeschaft en vervangen door 16 Gauliga's. In vele regio's verdwenen clubs voorgoed uit de schijnwerpers maar voor de Berlijnse clubs veranderde er weinig omdat de Gauliga Berlin-Brandenburg grotendeels overeenkwam met het spelersveld van de Brandenburgse voetbalbond. De clubnaam werd nu veranderd in Berliner FC Viktoria 1889.
Viktoria werd de eerste kampioen van de Gauliga en ging zo opnieuw naar de eindronde. Deze werd geherstructureerd en in vier groepen van vier gespeeld. In een groep met Beuthener SuSV 09, SV Viktoria 09 Stolp en SC Preußen 09 Danzig werd de club groepswinnaar met het maximum van de punten. In de halve finale botste de club echter op grootmacht 1. FC Nürnberg en verloor met 2:1. Het volgende seizoen werd de club vicekampioen achter Hertha, met één punt achterstand. De volgende jaren gingen de resultaten echter steeds meer achteruit. In 1937/38 degradeerde de club. Na één jaar promoveerde de club weer maar kon het behoud niet verzekeren. De volgende jaren slaagde de club er niet meer in te promoveren.
In 1944/45 speelde de club wel nog in de Gauliga, maar niet als zelfstandig team. Aan het einde van de oorlog sloten vele clubs in Duitsland een speelverbond (Kriegsspielgemeinschaft) met een andere club om een volwaardig team te kunnen opstellen. Viktoria speelde samen met Lufthansa SG Berlin als KSG Lufthansa/Viktoria. De competitie werd na 13 wedstrijden gestaakt en op dat moment stond de club laatste.

### Naoorlogse tijd
Na de oorlog werden alle Duitse voetbalclubs ontbonden. In Berlijn werd per stadsdeel een club opgericht die de naam van het stadsdeel kreeg en daarvoor stond SG (Sportgemeinschaft). De meeste spelers van de club speelden bij SG Tempelhof. Er waren vier reeksen in de nieuwe Berliner Stadtliga en Tempelhof werd tweede in zijn groep en kwalificeerde zich zo voor het volgende seizoen waarin slechts één reeks overbleef. In de gezamenlijke competitie werd de club laatste en degradeerde.
Op 2 juli 1947 nam het zijn oude naam terug aan. In 1948 promoveerde de club weer naar de Oberliga. Na een aantal plaatsen in de middenmoot werd de club in 1954/55 kampioen. Voor het eerst in meer dan twintig jaar nam de club weer deel aan de nationale eindronde. In een groep met 1. FC Kaiserslautern, Hamburger SV en SV Sodingen kon de club geen enkel punt vergaren. Een jaar later werd de titel verlengd, maar ook nu kende de club geen succes in de eindronde. In een groep met Borussia Dortmund, Hamburger SV en VfB Stuttgart werd de club opnieuw laatste. Twee jaar later miste de club op één punt na de titel en werd tweede achter Tennis Borussia. De volgende jaren werden de resultaten steeds magerder. De club kreeg ook met financiële problemen te kampen. Hierdoor organiseerde de club een benefietwedstrijd tegen de club van het moment, Real Madrid dat al vijf jaar op rij de Europacup I gewonnen had. In het Olympiastadion kwamen 30.000 toeschouwers kijken naar een Berlijns elftal met spelers van Viktoria en Hertha dat met 0:1 verloor van Real, waar sterren speelden als Ferenc Puskás en Alfredo Di Stéfano.
In 1963 werd de huidige Bundesliga opgericht en er was onder de 16 clubs slechts plaats voor één club uit Berlijn, de keuze viel op Hertha BSC. De Regionalliga werd ingevoerd als nieuwe tweede klasse en door het isolement van West-Berlijn door de Berlijnse Muur bleef de stad een eigen competitie hebben. Echter door een voorlaatste plaats in de Oberliga plaatste de club zich niet en zo ging Viktoria in één seizoen van de eerste naar de derde klasse. Na één seizoen promoveerde de club wel, maar kon maar twee seizoenen standhouden. Door twee degradaties op rij speelde de club in 1967 voor het eerst in de vierde klasse.
Na de invoering van de 2. Bundesliga in 1974 werd de Amateurliga Berlin de nieuwe hoogste Berlijnse klasse, die nu nog maar het derde niveau was in Duitsland. In 1977 slaagde de club er eindelijk in om te promoveren. In het eerste seizoen werd de club vijfde en ook de volgende seizoenen bleef de club in de betere middenmoot meedraaien tot een degradatie volgde in 1983. De club zakte weg en na de instroom van de Oost-Duitse clubs in het Duitse voetbal na de Duitse hereniging verzeilde de club nog maar in de zesde klasse. In 1998 promoveerde de club weer naar de Verbandsliga Berlin, toen de vijfde klasse. Na enkele jaren landesliga promoveerde de club in 2006 terug naar de Verbandsliga (vanaf 2008 Berlin-Liga). Door de invoering van de 3. Liga als derde klasse werd de Berlin-Liga in 2008 nog maar de zesde klasse. Na een tweede plaats in 2010 werd de club in 2011 kampioen met negentien punten voorsprong op VSG Altglienicke en promoveerde zo naar de Oberliga NOFV-Nord en speelde zo voor het eerst van voor de Tweede Wereldoorlog tegen competitievoetbal tegen clubs van buiten Berlijn, al speelden er voor de oorlog ook maar weinig clubs in de hoogste klasse van buiten Berlijn in de Brandenburgse hoogste klassen.
In het eerste seizoen van de Oberliga werd de club verdienstelijk zevende. In het tweede seizoen pakte de club de titel en een promotie naar de Regionalliga Nordost. In maart 2013 werd bekendgemaakt dat er plannen zijn om te fuseren met LFC Berlin om zo een nieuwe Berlijnse grote club te vormen, zo ontstond op 1 juli 2013 FC Viktoria 1889 Berlin.

## Cricket
Viktoria heeft een lange cricket-traditie en was prominent in de groei van de sport zowel in Duitsland als in Europa. In 2003 werden ze voor de laatste maal kampioen van Berlijn en in 2005 behaalden ze de halve finale van het nationaal kampioenschap.

## Erelijst

### Voetbal
Landskampioen
1894, 1908, 1911
Kampioen Berlijn (DFuCB)
1893, 1894, 1895, 1896, 1897
Kampioen Berlijn (VBB)
1902, 1907, 1908, 1909, 1911
Kampioen Brandenburg
1913, 1916, 1919, 1934
Kampioen Oberliga Berlin
1955, 1956
Berlijnse bekerwinnaar
1907, 1908, 1909, 1926, 1927, 1953

### Cricket
Duits kampioen (21)
1896, 1897, 1898, 1899, 1909, 1914, 1915, 1916, 1918, 1921, 1922, 1923, 1925, 1952, 1953, 1954, 1955, 1956, 1957, 1958, 1959

## Voetnoten
1. 1 2  Na 113 jaar is Viktoria dé kampioen van 1894. vi.nl, 28 juli 2007